# Храм Святителя Николая на Трёх Горах
Храм святителя Николая на Трёх Горах (или в Новом Ваганькове) — приходской православный храм в Пресненском районе Москвы. Относится к Центральному благочинию Московской епархии Русской православной церкви.
Памятник архитектуры XIX века.

## История
Прародительницей нынешней церкви считается упоминаемая в летописях с 1628 года деревянная церковь Николы во Псарях. Название возникло в связи с переводом сюда во второй половине XVII века государева псарного двора. Приходская община неоднократно переселялась в пределах города и каждый раз перевозила с собой храм.

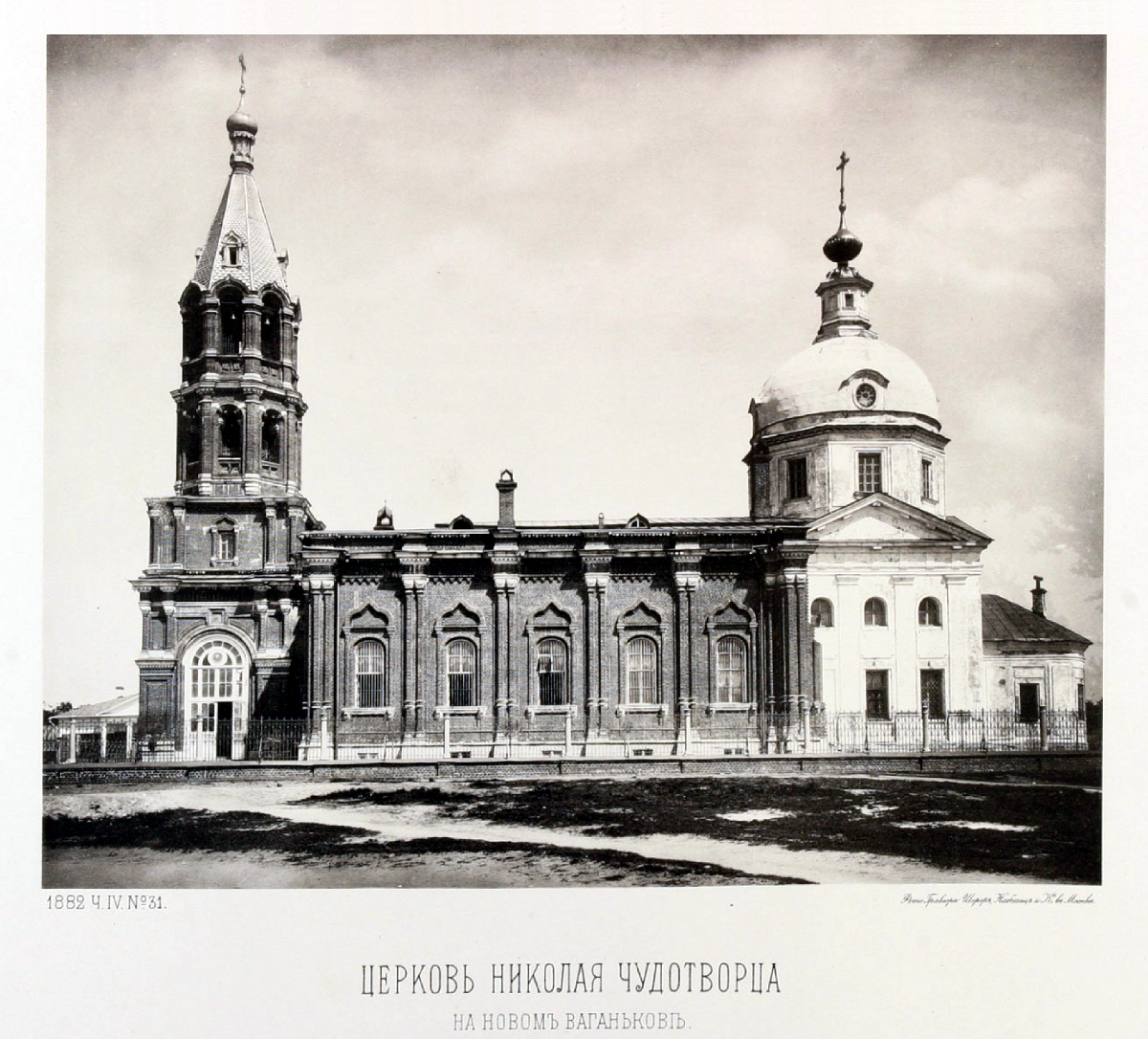
Храм в 1883 году. Фотография из альбома Николая Найдёнова

В 1695 году псарный двор разместился на постоянной основе в урочище Три Горы, за Трёхгорной заставой. С 1762 по 1775 год на месте деревянного храма в селе Новое Ваганьково был возведён каменный с тремя престолами. До начала XX века церковь была сравнительно небольшой, но в 1860 году к ней пристроили пространную трапезную и высокую колокольню. Так как пристройки не гармонировали с архитектурой старой церкви, в 1900—1902 годах по проекту архитектора Георгия Кайзера был перестроен четверик храма, сделаны пристройки к нижнему ярусу колокольни. Вновь отстроенная церковь была освящена 1 декабря 1902 года.
К началу XX века основную часть прихожан составляли работники «Трёхгорной мануфактуры», располагавшейся по соседству. В декабре 1910 года в храме был крещён Николай Крючков, будущий Народный артист СССР.
В начале 1920-х годов храм был разграблен, а в 1929 году перестроен, при этом колокольня и купол храма были разрушены, а вместо входного тамбура пристроен монументальный портик. Этот портик (в немного изменённом виде) был сохранён и после восстановления храма. С конца 1920-х годов вплоть до начала 1990-х годов в его помещениях размещался клуб, а позднее детский дом культуры имени Павлика Морозова, это же название с 1939 до 1992 года носил нынешний Нововаганьковский переулок.

## Современное состояние
В 1992 году было подписано распоряжение правительства Москвы о возврате здания с прилегающей территорией Русской православной церкви. В ходе почти десятилетней реставрации здание было восстановлено в прежнем виде. В настоящее время храм действующий, в расположенном на территории здании проводит занятия воскресная школа.
В 2020 году начата новая масштабная реставрация. Храм планируют привести в соответствие с чертежами XIX века, причем воссоздавать будет не только внешние элементы, но и интерьеры, в том числе роспись стен и иконостас.

## Духовенство
- Протоиерей Димитрий Рощин[5] — настоятель храма
- Священник Евгений Мороз
- Священник Димитрий Богомолов
- Священник Василий Орехов
- Священник Игорь Мазепа
- Диакон Александр Требитш
- Диакон Александр Ширин[6]